# 饃饃 (餃子)

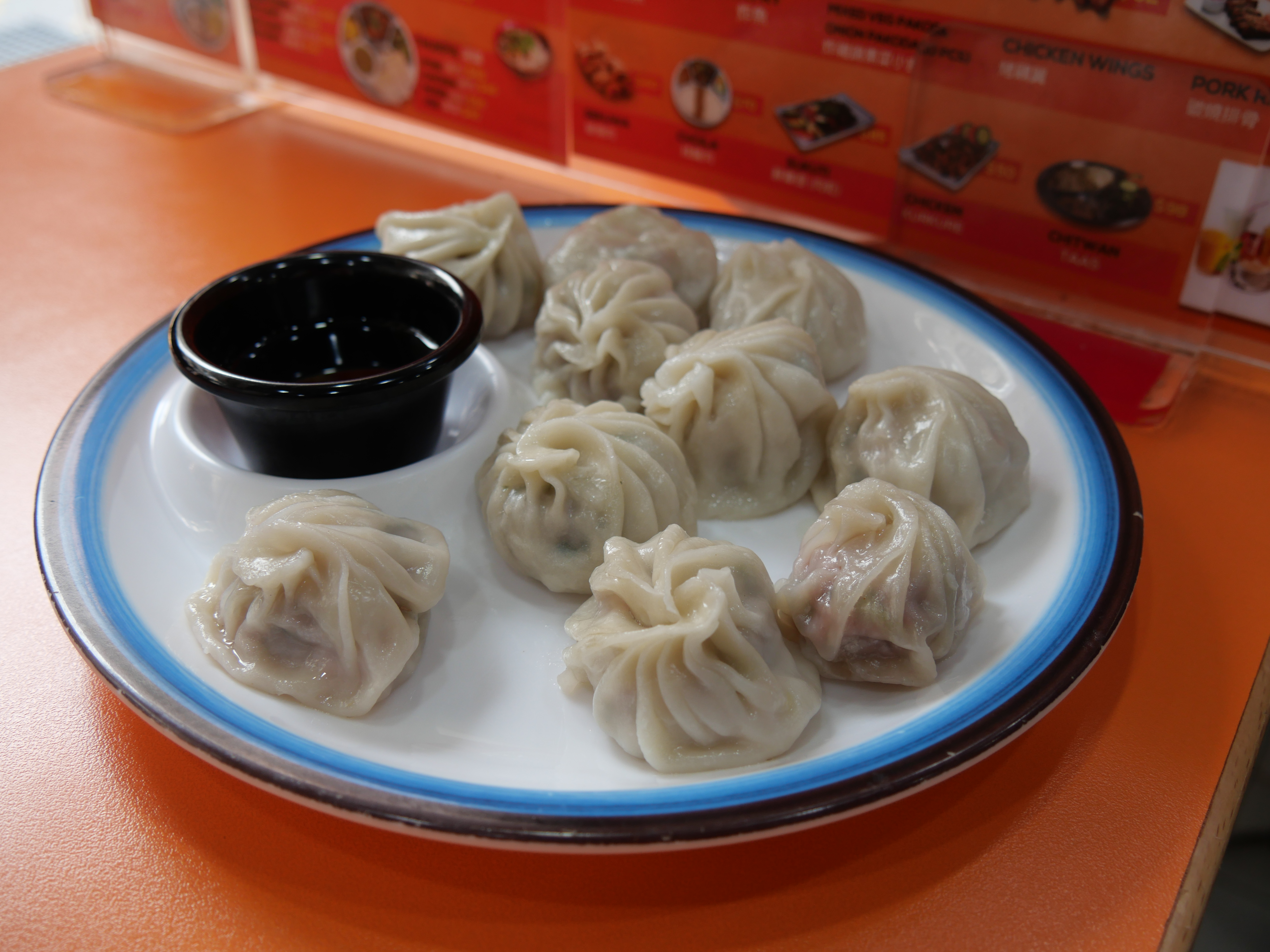
饃饃

饃饃（尼泊爾語：、，藏語：མོག་མོག་，威利转写：mog mog）是一種源自西藏並流行於尼泊爾、不丹及印度等喜瑪拉雅山地區的麵食。其外型近似水餃或小籠包。
饃饃的餃子皮由麵粉跟水和成，而餡料一般是肉類、蔬菜、乾酪，當中內餡多以水牛肉為主，亦有豬肉、雞肉及青菜等其它口味之選擇，以及當地咖哩粉、番茄、高麗菜和芥子油等，包好的餃子可蒸可煎，通常佐以番茄酱汁或辣椒醬汁來食用。

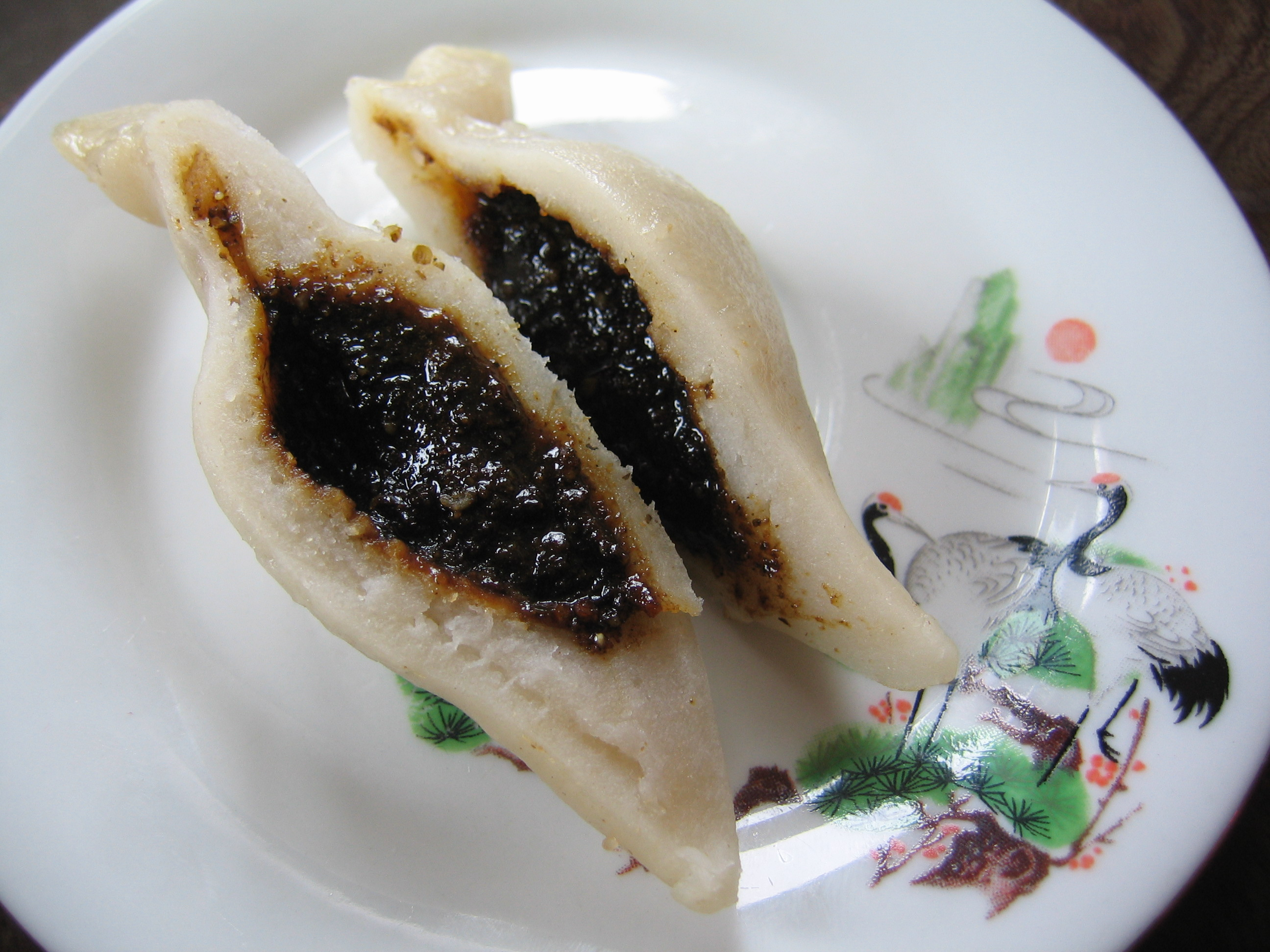
尼泊尔內瓦爾人饮食中一种酷似中国北方地区“糖三角”的馒头：“Yomari”，餡料为红糖和清牛油搅拌制成